# Benedykt Kocot

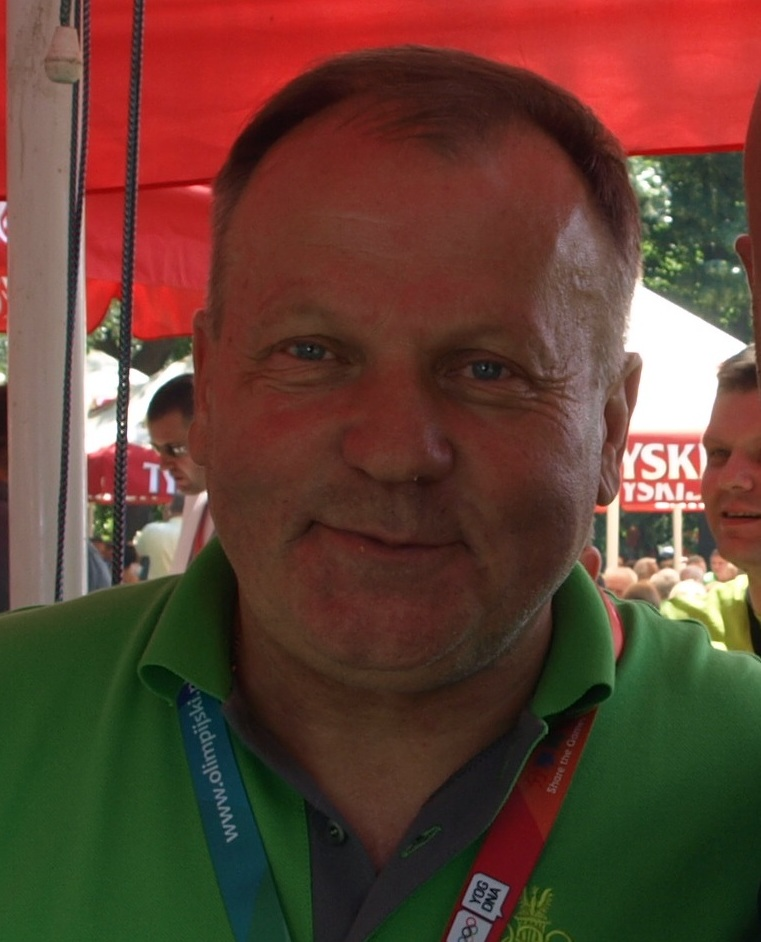
Benedykt Kocot 2014

Benedykt Kocot (* 11. April 1954 in Chrzastowice) ist ein ehemaliger polnischer Bahnradsportler und Weltmeister.

## Sportliche Laufbahn
Benedykt Kocot war in den 1970er Jahren ein Spezialist für die Kurzzeitdisziplinen auf der Bahn. Dreimal wurde er polnischer Meister im Sprint. Zweimal – 1975 und 1976 – wurde er Weltmeister im Tandemrennen, gemeinsam mit Janusz Kotliński. 1975 wurde das Duo im Nachhinein disqualifiziert, weil sie die Dopingkontrolle nicht wahrgenommen hatten.
Dreimal startete Kocot bei Olympischen Sommerspielen. 1972 in München im Sprint und im Tandemrennen, wo er mit Andrzej Bek Bronze errang, 1976 und 1980 im Sprint, ohne sich jedoch vorne zu platzieren. 1975 gewann er die Gesamtwertung im erstmals ausgetragenen Großen Preis der sozialistischen Länder im Sprint, der aus den Großen Preisen der DDR, Polens und der damaligen ČSSR bestand.

## Berufliches
Kocot machte eine Ausbildung im Landschafts- und Gartenbau. Anschließend studierte er und wurde Gartenbauingenieur.  Später war er als Trainer im Radsport tätig.